# Viktor Hierländer
Viktor Hierländer (* 7. Juni 1900 in Wien; † 30. Dezember 1981) war ein österreichischer Fußballspieler und -trainer.

## Spielerkarriere

### Vereine
Hierländer begann 1915 beim Floridsdorfer AC, dem Fußballverein aus dem 21. Wiener Gemeindebezirk, mit dem Fußballspielen. In der Saison 1916/17 gehörte er bereits der Kampfmannschaft an, die während der Kriegsjahre zu den stärksten Mannschaften der Liga zählte. In seiner Premierensaison steuerte er neun Punktspieltore zum Vizemeistertitel bei. Nachdem der FAC zweimal in Folge knapp am SK Rapid Wien gescheitert war, gelang in der Saison 1917/18 der erste (und bislang einzige) Meistertitel in der Vereinsgeschichte.
Im November 1919 verließ Hierländer seinen Stammverein und wechselte nach Deutschland zum nordbayerischen Kreisligisten SpVgg Fürth, bei der er gemeinsam mit Leonhard Seiderer und Andreas Franz einen starken Innensturm bildete. Nach Siegen gegen VfTuR 1889 München-Gladbach mit 7:0, in dem ihm drei Tore gelangen, und gegen die Vereinigte Breslauer Sportfreunde mit 4:0, in dem er ein Tor erzielte, stand er mit seinem neuen Team am 13. Juni 1920 im Finale um die deutsche Meisterschaft, welches mit 0:2 gegen den 1. FC Nürnberg verloren ging. Hierländer war mit vier Toren erfolgreichster Torschütze des Finalturniers. In drei Saisonen bestritt er 32 Ligaspiele für die Fürther und erzielte dabei 31 Treffer. Im Jahr 1922 verließ er den Verein und spielte zunächst eine Saison lang in der Kreisliga Südbayern für Schwaben Augsburg, mit dem er auch süddeutscher Pokalsieger wurde, und schließlich – von September bis November 1923 – in der Bezirksliga Bayern für den FC Bayern München, für den er in sechs Punktspielen fünf Tore erzielte. Sein Debüt gab er am 16. September 1923 (1. Spieltag) beim 3:2-Sieg im Auswärtsspiel gegen den Nürnberger FV, in dem er mit dem Treffer zum 2:1 sein erstes Ligator erzielte. Sein letztes Punktspiel bestritt er am 1. November 1923 (7. Spieltag) beim 3:3-Unentschieden beim Lokalrivalen TSV 1860 München, zu dem er per Strafstoß in der 45. Minute zum 2:2 beitrug.
Im Dezember 1923 kehrte er nach Wien zurück und schloss sich dem Wiener Amateur-Sportverein an. Zwar versuchte der FAC eine Rückkehr Hierländers mit dem Argument zu erzwingen, dass es anlässlich des Wechsels nach Deutschland keine Freigabe des Vereins gegeben hätte und der Spieler daher in Österreich nur für den FAC spielberechtigt sei, der Verband entschied jedoch zu Gunsten der Amateure. Schon in seiner ersten Saison mit den „Violetten“ gelang der erste Meistertitel in der Vereinsgeschichte, zusätzlich wurde auch der Pokalsieg errungen. In der Folgesaison musste man sich in der Meisterschaft dem SC Hakoah Wien geschlagen geben, gewann jedoch abermals den Pokal. In diesen beiden Spielzeiten wurde Hierländer meist als rechter Flügelstürmer oder Verbinder eingesetzt, seine Torausbeute blieb jedoch eher bescheiden. Dies änderte sich in der Saison 1925/26 schlagartig, als er in die Sturmmitte rückte. Mit 22 Saisontoren belegte er den zweiten Platz in der Torschützenliste, hinter seinem Mannschaftsspieler Gustav Wieser. Die mittlerweile in Austria umbenannten Amateure gewannen die Meisterschaft und den Pokal.
Zu Beginn der Saison 1926/27 verlor er jedoch seinen Stammplatz an Matthias Sindelar und kam nur mehr unregelmäßig zum Einsatz. Da nach der erfolgreichen Nordamerikatournee der Hakoah österreichische Spieler in den Vereinigten Staaten hoch im Kurs standen, entschloss er sich zu einem Wechsel nach New York, wohin auch seine Mannschaftsspieler Kálmán Konrád und Johann Tandler wechselten. Hierländer unterschrieb bei den New York Giants, für die er ab Dezember 1926 spielte und in 21 Spielen 10 Tore erzielte. Nach dieser Spielzeit kehrte er nach Wien zurück und beendete seine aktive Karriere nach einer Saison beim Wiener AC, mit dem er noch einmal das Pokalfinale erreichte.

### Nationalmannschaft
Sein Debüt für die Nationalmannschaft gab er am 13. Dezember 1925 in Lüttich beim 4:3-Sieg gegen die Auswahl Belgiens, bei dem er mit dem Treffer zum 4:2 in der 55. Minute auch sein erstes Länderspieltor erzielte. Am 14. März, 2. Mai und 19. September 1926 kam er gegen die Auswahl der ČSR (2:0; Torschütze zum 1:0) und zweimal gegen die Auswahl Ungarns (3:0 und 2:3) jeweils 90 Minuten zum Einsatz. Sein letztes Länderspiel bestritt er am 8. Jänner 1928 in Brüssel beim 2:1-Sieg gegen die Auswahl Belgiens, zu dem er den Treffer zum 1:0 in der achten Minute beitrug. Im selben Monat bestritt er auch ein Spiel in der Wiener Stadtauswahl gegen Paris.

## Trainerkarriere
Nach dem Ende seiner Spielerlaufbahn schlug er eine Karriere als Trainer ein. Seine erste Mannschaft war KS Cracovia, die er drei Saisonen lang betreute und mit der er im Jahr 1930 den Meistertitel errang. Danach war er eine Saison lang bei den BSC Young Boys tätig, ehe er nach Ägypten zu Pro Patria Alexandria wechselte, wo er drei Jahre tätig war. Nach seiner Rückkehr nach Wien übernahm er 1935 für die nächsten drei Jahre den Trainerposten beim SK Admira Wien und führte die “Jedleseer” zu zwei österreichischen Meistertiteln. 1938 nahm er ein Angebot des türkischen Fußballverbandes an und war in Ankara bis 1940 als Verbandstrainer für die Trainerausbildung zuständig. 1941 war er in Brünn als Verbandstrainer für deutsche Vereine im Protektorat Böhmen, 1942 als Sportlehrer im Gau Niederdonau tätig.

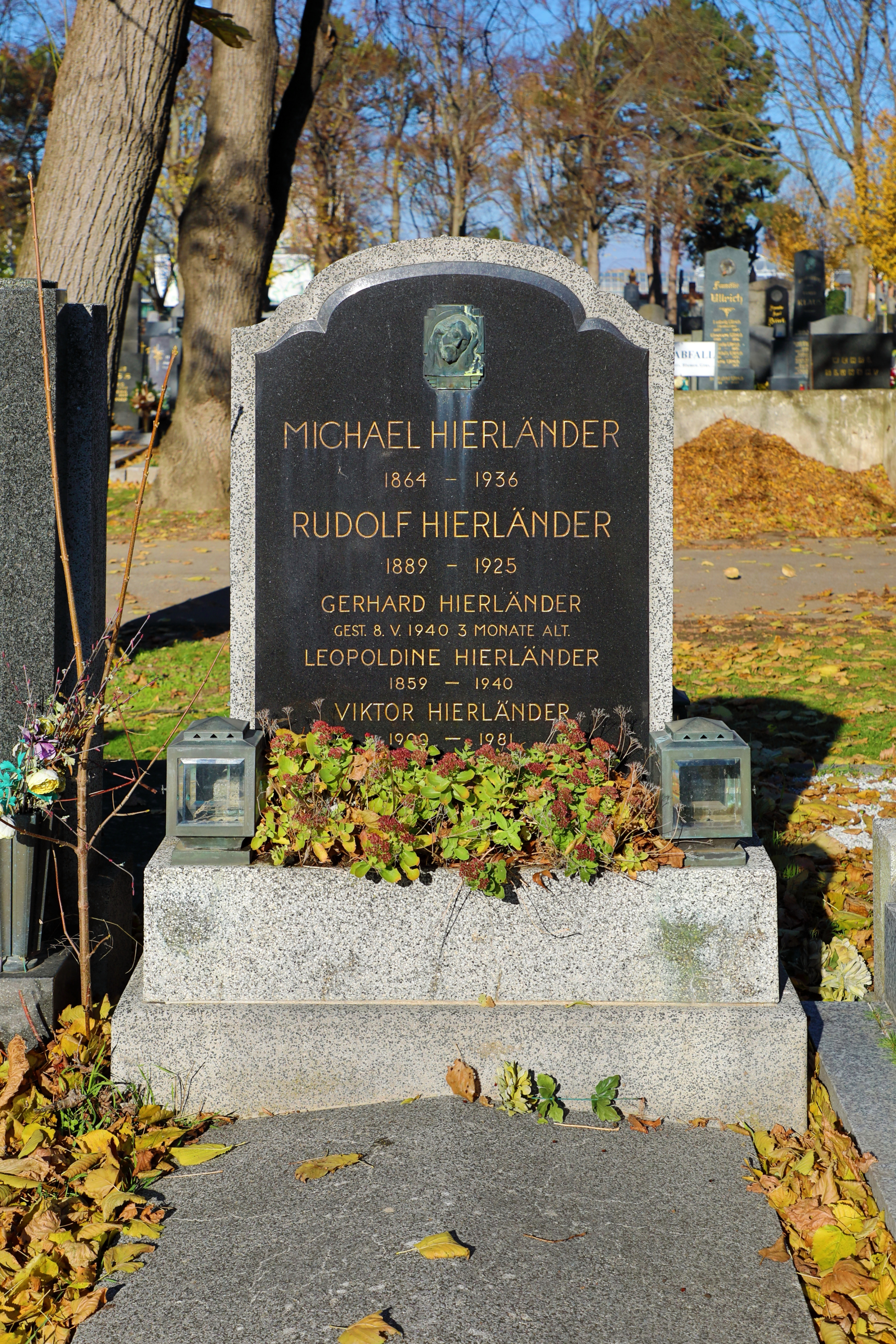
Grabstätte von Viktor Hierländer

Nach dem Zweiten Weltkrieg nahm er ein Engagement im Niederösterreichischen Fußballverband an, war dabei ab 1947 Verbandstrainer des NÖFV und betreute in dieser Funktion unter anderem die Landesauswahl und arbeitete im Jugendbereich. 1952 war er zudem auch für die eigens für das vom 15. Juli bis 2. August ausgetragene olympische Fußballturnier wieder ins Leben gerufene Amateur-Nationalmannschaft verantwortlich. Dem 4:3-Sieg im Achtelfinale gegen Gastgeber Finnland, folgte die 1:3-Niederlage im Viertelfinale gegen die Auswahl Schwedens. In der Saison 1954/55 war er Trainer des SK Rapid Wien, danach Vereinssekretär bei Austria Wien. Von 1966 bis 1967 betreute er die Amateurnationalmannschaft, mit der er 1967 unter seiner Leitung den Europameistertitel gewann. Er wurde am Stammersdorfer Zentralfriedhof bestattet.

## Erfolge

### Als Spieler
- Österreichischer Meister 1918 (mit dem Floridsdorfer AC), 1924, 1926 (mit dem Wiener Amateur-Sportverein)
- Österreichischer Pokalsieger 1924, 1925, 1926 (mit dem Wiener Amateur-Sportverein)
- Süddeutscher Pokalsieger 1922 (mit Schwaben Augsburg)

### Als Trainer
- Amateur-Europameister 1967
- Österreichischer Meister 1936, 1937 (mit dem SK Admira Wien)
- Ägyptischer Pokalsieger 1933, 1934 (mit Pro Patria Alexandria)
- Polnischer Meister 1930 (mit Cracovia)